# Аху Ко Те Рику
Аху Ко Те Рику (енгл. Ahu Ko Te Riku) је аху који се налази на најсевернијем делу комплекса Таха на Ускршњем острву. Налази се северно од највећег града Ханга Роа. Пре је био срушен а на своју платформу га је вратио археолог Вилијам Мулоји. Ово је једини моаи који још увек има очи. Моаи је висок 4,73 метра и тежак је око 20 тона.